# 王沛生
王沛生（？—？）回族，西藏拉萨人，伊斯兰教阿友布，中华人民共和国官员。

## 生平
王沛生为西藏拉萨的穆斯林，早年担任伊斯兰教阿友布。1951年5月西藏和平解放。同年10月，西藏军区在拉萨清真大寺开办拉萨回民小学，校长为马良骏。1952年8月，拉萨小学成立时，回民小学正式更名为拉萨小学分校，校长仍为马良骏，副校长为张翼唐、王沛生，教务主任为薛文波。
1959年拉萨骚乱后，王沛生被任命为西藏自治区筹备委员会委员。1960年1月19日，拉萨市人民政府成立，崔科·顿珠才仁（藏族，时任中国人民解放军拉萨市军事管制委员会副主任）为拉萨市代理市长，张振生和王沛生（回族）为副市长。
1959年之后，西藏开始民主改革，觉木隆戏师扎西顿珠向中国人民解放军拉萨市军事管制委员会提交报告，要求将觉木隆藏戏队改为人民政府领导的艺术团体。经中国人民解放军拉萨市军事管制委员会负责人、拉萨市副市长王沛生支持，散在西藏各地的二十余名觉木隆艺人被寻找回来，成立了藏戏队，隶属西藏歌舞剧团。 该藏戏队于1962年独立成为西藏自治区藏剧团。